# Velika nagrada Foreza 1946
Velika nagrada Foreza 1946 je bila tretja dirka za Veliko nagrado v sezoni Velikih nagrad 1946. Odvijala se je 19. maja 1946 v St Just-Andrezieuxu. 

## Rezultati

### Dirka
| Poz | Št | Dirkač                  | Moštvo                         | Dirkalnik       | Krogi | Čas/Odstop |
| --- | -- | ----------------------- | ------------------------------ | --------------- | ----- | ---------- |
| 1   | 2  | Raymond Sommer          | Privatnik                      | Maserati 4CL    | 30    | 1:18:18.9  |
| 2   | 28 | Henri Louveau           | Scuderia Automovilistica Milan | Maserati 4CL    | 30    | + 1:24.1   |
| 3   | 4  | Eugène Chaboud          | Ecurie France                  | Delahaye 135CS  | 30    | 2:32.3     |
| 4   | 8  | Maurice Trintignant     | Privatnik                      | Bugatti T51A    | 29    | +1 krog    |
| 5   | 30 | Louis Rosier            | Automobiles Talbot Darracq     | Talbot-Lago T26 | 28    | +2 kroga   |
| 6   | 12 | Henri Trillaud          | Ecurie France                  | Delahaye 135CS  | 28    | +2 kroga   |
| 7   | 16 | Charles Pozzi           | Ecurie France                  | Delahaye 135CS  | 26    | +4 krogi   |
| Ods | 6  | Geoges Grignard         | Ecurie France                  | Delahaye 135CS  | 20    | Motor      |
| Ods | 26 | Marcel Balsa            | Privatnik                      | Maserati 6CM    | 14    | Trčenje    |
| Ods | 22 | Emmanuel de Graffenried | Privatnik                      | Maserati 4CL    | 6     | Motor      |
| Ods | 24 | Ciro Basadonna          | Privatnik                      | Maserati 6CM    | 0     | Vzmetenje  |
| DNS | 18 | Louis Michon            | Privatnik                      | Bugatti T51A    |       |            |